# Uncle Louis Store
Uncle Louis Store (ook bekend als ex-Douanekantoor San Nicolas) is een bouwwerk in het centrum van San Nicolas, Aruba. Het werd omstreeks 1950 gebouwd als woonwinkelpand en heeft de status van beschermd monument. Het is sedert de restauratie in 2019 het meest duurzame monument op Aruba.

## Geschiedenis
In 1937 begon Leon Waitzberg, een migrant uit Oost-Europa, een winkeltje in stoffen en fournituren vanuit een klein houten optrekje in San Nicolas. Door de welvaart van de olieraffinaderij Lago Oil & Transport Co. Ltd., aangejaagd door de Tweede Wereldoorlog, was hij in staat het eenvoudige zaakje te vervangen door een moderne woonwinkel, genaamd Uncle Louis Store.
In 1951 gaf Waitzberg, beter bekend als Uncle Louis, opdracht tot de bouw van een betonnen pand, voorzien van een winkel- en magazijnruimte en een bovenwoning als onderkomen voor hemzelf en zijn vrouw. In 1945 nam hij John Nisbeth als jongste bediende in dienst. Nisbeth groeide uit tot de rechterhand van Uncle Louis en werd ook bedrijfsleider nadat Uncle Louis in 1966 overleed en de winkel aan zijn vrouw naliet.
Na het staken van de winkelexploitatie in 1998 werd het pand verkocht aan het Land Aruba, die het  verbouwde en tot 2013 in gebruik had als douane-kantoor. Hierna stond het gebouw jarenlang leeg vanwege de stagnerende economische situatie en in het bijzonder van San Nicolas na diverse mislukte pogingen tot herstart van de olieraffinaderij. In 2017 werd het pand door het Monumentenfonds Aruba aangekocht en is in 2019 gestart met de restauratie. Eerder in 2010 kreeg het bouwwerk de status van beschermd monument toegekend.

## Monument
Het pand bestaat uit twee bouwlagen en ligt op de hoek van de Bargestraat en de B. v.d. Veen Zeppenveltstraat, de belangrijkste winkelstraat van San Nicolas. Ontwerper is Jan Nagel, die samen met zijn broer Peter Nagel toonaangevend architecten waren op Aruba, werkzaam bij Bouwmaatschappij Aruba. Zoals bij meerdere winkelontwerpen van Jan Nagel, kenmerkt het gebouw zich door de afgeronde hoek en vormt het een monumentaal ensemble met de tegenovergelegen hoekpanden, het winkelpand bekend als "Panama Store" en Crijnssenstraat 2. De bouwstijl is een fraai voorbeeld van de integratie van de Amerikaanse art deco in het nieuwe bouwen.  Door de toepassing van een uitkragende horizontale dak- en gevellijst, teruggeplaatste winkelpui en gevelvlakken en een diepliggende loggia werd de bouwwijze afgestemd op het tropisch klimaat. Via een buitentrap is de bovenwoning te bereiken, waar de vertrekken gegroepeerd zijn rond een binnenplaatsje.

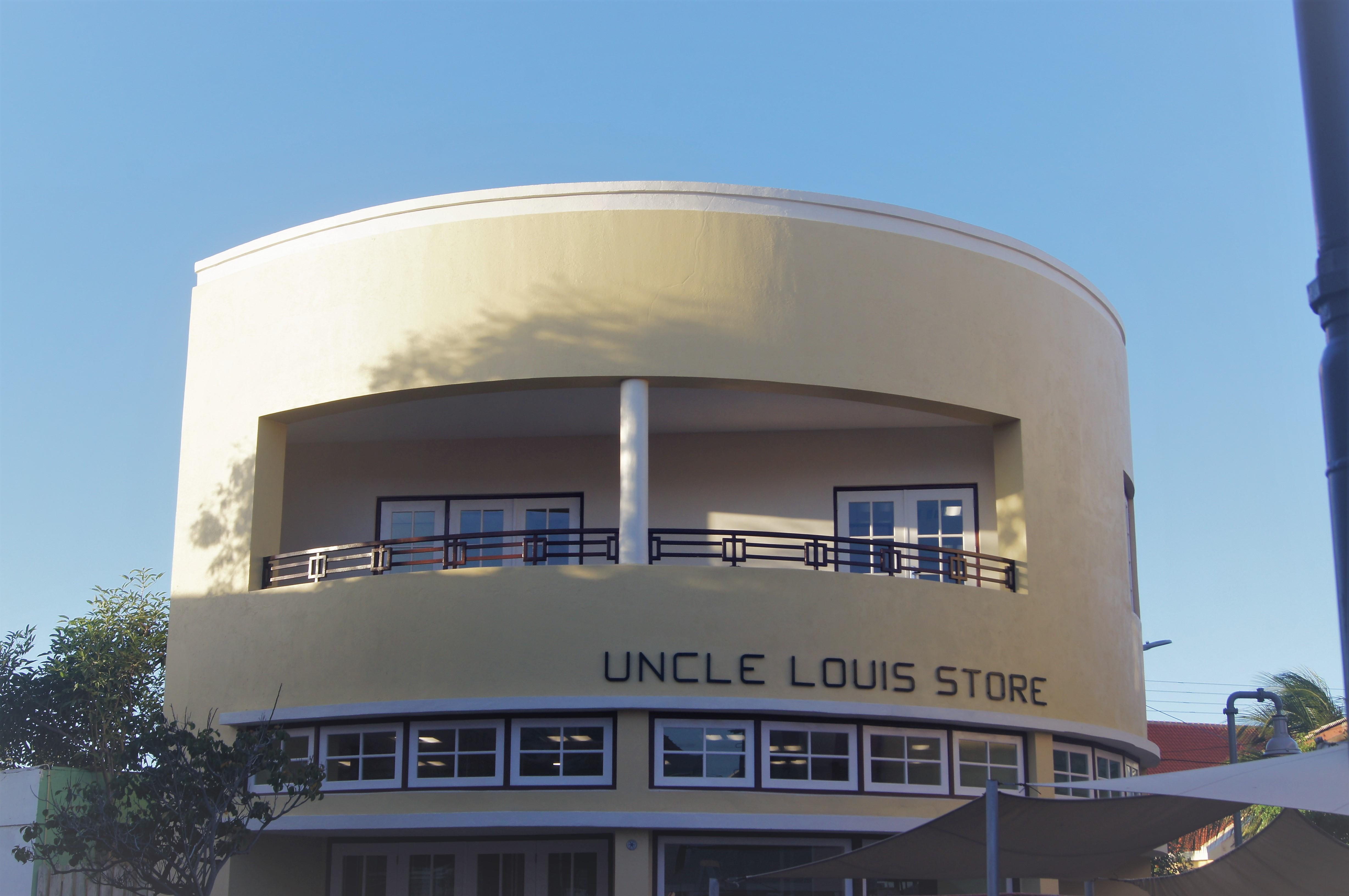
Loggia aan de voorgevel (2020).

Teneinde het oorspronkelijk karakter en identiteit van het monument te behouden zijn tijdens de restauratie enkele verdwenen onderdelen in ere hersteld; te weten de loggia, de vloertegels, de kleur en naam van het pand. Reconstructie vond grotendeels plaats op basis van oude foto’s en herinneringen van familie van Uncle Louis, oud-medewerkers en oud-klanten van de winkel. Tevens zijn eigentijdse elementen toegevoegd, zoals het toegankelijk maken van het gebouw voor personen met een visuele beperking en de aanleg van een waterhergebruiksysteem, een verticale tuin en zonnepanelen op het dak.
Sinds de voltooiing van de restauratie in februari 2020 is hier de directie Natuur en Milieu gehuisvest.

## Onderscheidingen
Voor haar herbestemming ontving het bouwwerk in april 2022, als eerste monument in het Caribisch deel van het Koninkrijk der Nederlanden. de Pieter van Vollenhovenprijs. In 2023 was zij winnaar van de publieksprijs onder de Erfgoed Duurzaamheidsprijzen, een initiatief van de Rijksdienst voor het Cultureel Erfgoed, het Nationaal Restauratiefonds en stichting Nederland Monumentenland.